# Округ Јамхил (Орегон)
Јамхил (енгл. Yamhill County) је округ у америчкој савезној држави Орегон.

## Демографија
По попису из 2010. године број становника је 99.193, што је 14.201 (16,7%) становника више него 2000. године.
| Група             | 2000.          | 2010.          |
| Белци             | 71.684 (84,3%) | 78.448 (79,1%) |
| Афроамериканци    | 721 (0,8%)     | 872 (0,9%)     |
| Азијати           | 908 (1,1%)     | 1.474 (1,5%)   |
| Хиспаноамериканци | 9.017 (10,6%)  | 14.592 (14,7%) |
| Укупно            | 84.992         | 99.193         |